# 大井信達
大井 信達（おおい のぶさと）は、戦国時代の武将。甲斐国西部の西郡を領した国人。上野城（椿城）主。
大井氏は甲斐源氏武田氏の流れを汲み、武田信武の子・大井信明を祖とする。娘の瑞雲院殿（大井の方）は武田信玄の生母である。

## 略歴
当時の甲斐は、守護の武田信縄と信昌・油川信恵の内訌に連動して国人同士が対立していた。『王代記』によれば、延徳2年（1490年）、大井氏は甲斐南部の河内地方を治める穴山氏と対立して合戦を起こした。穴山氏などの有力国人は、駿河国の今川氏と結んでその勢力を維持したが、同じく大井氏も今川氏親に属した。
信達は小山田氏や逸見氏、今井氏などに娘を嫁がせるなど婚姻政策をもって勢力を拡大し、やがて武田氏を凌駕して対立する。永正12年（1515年）には、武田信虎（信直）に富田城（南アルプス市）を包囲されたが、信達は今川氏の救援を得て勝利している（『勝山記』『一蓮寺過去帳』などによる）。
今川氏は永正13年（1516年）に甲斐へ侵攻したものの、翌永正14年（1517年）には吉田（富士吉田市）など各地で撤退しており、のちに武田氏と和睦する。同じく信達も信虎と和睦し、娘（大井の方）を信虎の正室として差し出して臣従した。
しかしその後、信虎が国人衆に対して屋敷を甲府へ移すよう命じたことに反発する。永正17年（1520年）、東郡を領する女婿の今井信元や栗原氏と結んで再び信虎に敵対したが、信達は今諏訪の合戦で信虎に敗れて降伏し、隠居を余儀なくされた。甲府の一蓮寺で催された和歌会の記録に「大井入道宗芸」と記されているため、信虎から隠居と出家を命じられたものと考えられる。
家督は信業が相続したが、信業、その子信為（次郎）が相次いで死去した結果、信常（上野介）が相続している。

## 人物
文化人として知られ、永正3年（1506年）に飛鳥井雅康から「八代集秀逸」を与えられている。隠居後はしばしば和歌会を主催し、『為和集』によれば、冷泉為和から「歌道執心の法師」と評されている。